# JVC建伍

JVC建伍控股時期標識。

JVC建伍株式会社（日语：株式会社JVCケンウッド），是總部設在日本橫濱的跨國電子產業。旗下子公司亦涉足娛樂事業等領域。

## 概要
2008年10月，JVC與建伍經營統合，兩家共同股票轉讓組成控股公司「JVC建伍控股株式会社」，JVC、建伍子公司化；JVC主要股東松下電器持股也一併移轉。
2011年8月，JVC建伍控股商号變更為「JVC建伍株式会社」；同年10月吸收合併傘下JVC、建伍、J&K汽車電子成為一般產業，不再是控股公司。併入三家子公司是圖謀經營體制效率化。

## 沿革
2007年
- 7月24日，JVC與建伍資本、業務合作，並發表經營統合的方向。
- 10月1日，JVC與建伍合資成立技術開發公司「J&K技術株式会社」（J&K Technologies Corporation）。

2008年
- 5月12日，JVC與建伍合意以股票轉移方式開設控股公司。
- 10月1日，「JVC建伍控股株式会社」（JVC KENWOOD Holdings, Inc.，JVCKWHD）設立，股票在東京證交所第1部上市；同時JVC與建伍公司分割，由J&K技術承繼汽車電子事業。

2009年
- 6月24日，統合市場行銷、企画機能，J&K技術更名「J&K汽車電子」（J&K Car Electronics）。
- 10月29日，時任会長兼社長河原春郎在決算說明會中，表明2010年要廢止控股公司模式，納併旗下JVC、建伍、J&K汽車電子合為一家產業，JVC及建伍則品牌化的意向。[2]

2010年
- 6月14日，原定該年合併JVC、建伍、J&K汽車電子的方針延期。[3]
- 9月24日，暫以不設置董事會方式管理前述三家子公司。[4]

2011年
- 1月25日，其松下電器持股比率20%以下，非權益法適用對象，脫離該集團體系。
- 8月1日，JVC建伍控股商号變更為「JVC建伍株式会社」（JVCKENWOOD Corporation，JVCKW）。
- 10月1日，整併JVC、建伍、J&K汽車電子。

2013年
- 7月1日，收購從東京特殊電線分割出來的醫療顯示器事業，並在此領域延續使用其品牌「TOTOKU」。

## 品牌
JVC
音響、耳機、相機、AV周邊、數位投影機、錄放影器材、汽車導航（海外）及業務用機器。
原Victor國際版品牌，2009年回流日本成為全球版品牌。
Victor
高級音響和AV周邊（2011年前開發）、裝飾藝術、儲存裝置、音樂及影像軟體（勝利娛樂）。
原日本國內通行品牌，近年來逐漸由JVC取代。
KENWOOD
家庭音響、汽車導航（日本）、汽車音響、無線通信器材。
TOTOKU
醫療顯示器、觸控式螢幕。

## 著名子公司
- 勝利娛樂

## 外部連結
- JVCKW Global（页面存档备份，存于）（英文）
- JVCKW （页面存档备份，存于）（日語）